# Live Partition Mobility
Live Partition Mobility est une évolution majeure de la gestion des systèmes IBM Power Systems.

## Principe
Live Partition Mobility signifie que les partitions logiques peuvent être déplacées d'un système physique à un autre sans être arrêtées. Il ne s'agit pas d'un module de Haute disponibilité. LPM permet de s'affranchir des contraintes d'arrêt d'un serveur lors d'une interruption programmée.
PowerVM existe en trois versions : express, standard et entreprise edition. Cette dernière version donne accès à l'option Live Partition Mobility et aussi à l'Active Memory Sharing qui permet le partage dynamique de mémoire entre les partitions logiques.

## Prérequis
Pour mettre en œuvre Live Partition Mobility, il faut respecter certains prérequis :
- Les deux systèmes doivent être au minimum en POWER6, et contrôlés par IBM Hardware Management Console (en) ou IVM
- Ces machines doivent disposer de licence PowerVM Enterprise
- Les niveaux système doivent être au minimum en AIX 5.3TL7, Linux RHES 5.1 ou SLES 10.1
- La partition à déplacer ne doit utiliser que des ressources virtuelles fournies par VIOS
- Les disques virtuels doivent être des LUN implantés dans un SAN compatible

## Live Application Mobility
Live Application Mobility signifie qu'une partition par charge de travail (WPAR (en)) peut être bougée d'une LPAR d'un serveur vers le même serveur, ou sur un autre système physique, sans arrêt de l'application, grâce à un programme sous licence : Workload Partition Manager (prérequis : AIX 6.1)